# Liberala centerunionen
Liberala centerunionen, Liberalų ir centro sąjunga (LCS) är ett politiskt parti i Litauen, bildat 2003 genom samgående mellan Litauens liberala förbund,  Centerunionen och Moderna kristdemokrater, med sammanlagt 20 mandat i seimas. 
Vid samgåendet valdes Vilnius borgmästare Arturas Zuokas till partiledare.

## Valresultat
I EU-parlamentsvalet den 13 juni 2004 erövrade LCS 11,2 % av rösterna och 2 mandat.
Partiets båda EU-parlamentariker, tillhör ALDE-gruppen.
I parlamentsvalet den 10 oktober samma år fick LCS 9,1 % och 18 av 141 platser i seimas.
I parlamentsvalet 2008 fick LCS 5,3 % av rösterna.